# Крест «За заслуги в обороне страны»
Крест «За заслуги в обороне страны» (словац. Záslužný kríž obrany štátu) — государственная награда первой Словацкой республики в 1939—1942 годах.
Учреждён в 1939 году президентом первой Словацкой республики Й. Тисо.
Предназначался для награждения гражданских лиц за «неоценимый вклад в укрепление обороноспособность своей страны».
Крест имел 2 степени. Знаки отличаются только металлом, 1 степень — серебряная, вторая — бронзовая.
Было произведено свыше 120 награждений. Произведено около 20 награждений крестом 1 степени, около 100 — второй.
Награда упразднена в декабре 1942 года.